# Franz von Löher
Franz von Löher, född 15 oktober 1818 i Paderborn, död 1 mars 1892 i München, var en tysk arkivarie och historiker.
Löher uppsatte 1848 i sin födelsestad "Westfälische Zeitung", blev 1849 ledamot av preussiska deputeradekammaren, 1853 docent i stats- och rättsvetenskap vid Göttingens universitet och 1855 professor vid Münchens universitet. Han var 1865-88 bayersk riksarkivarie, uppsatte 1876 "Archivalische Zeitschrift", som han ledde intill band 13 (1888), och vann anseende som en av Europas förnämsta arkivkännare. Han gjorde vidsträckta resor (han besökte bland annat Sverige) och utgav ett stort antal reseskildringar.